# رمی بی‌کس
رِمی بی‌کَس یا رِمی پسر هیچکس (به فرانسوی: Rémi sans famille) یک فیلم فرانسوی است که در سال ۲۰۱۸ به کارگردانی آنتوان بلوسیه به نمایش درآمد. داستان بر اساس رمان بی‌خانمان نویسنده فرانسوی هکتور مالو است.

## بازیگران
- دانیل اوتوی به عنوان ویتلیس
- ویلیام پرکین به عنوان رمی
- ژاک پرین به عنوان رمی بزرگتر
- ویرژینی لدواین به عنوان مادام هارپر
- ژونتان زکی به عنوان جرئوم باربری
- لودیوین سنیه به عنوان مادام باربری
- زویی بویل به عنوان مادام میلیونر
- آلبان ماسون به عنوان لیس
- نیکولاس رو به عنوان جیمز میلیگان
- نیکولا دافلت به عنوان خانم دریسکول
- سایمون آرمسترانگ به عنوان آقای دیسکول

## بر پایه
- کتاب بی خانمان است که توسط نویسنده فرانسوی هکتور مالو، که بر پایه این فیلم بود.